# 16e cérémonie des Art Directors Guild Awards
La 16e cérémonie des Art Directors Guild Awards (ADG Awards), organisée par l'Art Directors Guild, s'est déroulé le 4 février 2012 et a récompensé les meilleurs chef décorateur de l'année 2011.

## Palmarès

### Films

#### Film d'époque
- Hugo Cabret (Hugo) – Dante Ferretti
  - La Couleur des sentiments (The Help) – Mark Ricker
  - La Taupe (Tinker Tailor Soldier Spy) – Maria Djurkovic
  - Anonymous – Sebastian T. Krawinkel
  - The Artist – Laurence Bennett

#### Meilleurs décors dans un film fantastique
- Harry Potter et les Reliques de la Mort - 2e partie (Harry Potter and the Deathly Hallows – Part 2) – Stuart Craig
  - Les Aventures de Tintin : Le Secret de La Licorne (The Adventures of Tintin : The Secret of the Unicorn) – Kim Sinclair
  - Captain America: First Avenger (Captain America: The First Avenger) – Rick Heinrichs
  - Cowboys et Envahisseurs  (Cowboys and Aliens) – Scott Chambliss
  - Pirates des Caraïbes : La Fontaine de jouvence (Pirates of the Caribbean: On Stranger Tides) – John Myhre

#### Film contemporain
- Millénium : Les Hommes qui n'aimaient pas les femmes (The Girl with the Dragon Tattoo) – Donald Graham Burt
  - Mes meilleures amies (Bridesmaids) – Jefferson Sage
  - The Descendants – Jane Ann Stewart
  - Drive – Beth Mickle
  - Extrêmement fort et incroyablement près (Extremely Loud and Incredibly Close) – K.K. Barrett

### Télévision

#### Episode of a One-Hour Single Camera Television Series
- Boardwalk Empire – Bill Groom (Épisode: 2)
  - Le Trône de fer (Game of Thrones) – Gemma Jackson (Épisode: A Golden Crown)
  - American Horror Story: Murder House – Sam Worthington
  - Pan Am – Bob Shaw (Épisode: Pilot)
  - The Playboy Club – Scott P. Murphy (Épisode: The Scarlet Bunny)

#### Meilleur téléfilm ou mini-série
- Mildred Pierce – Mark Friedberg
  - Voleurs de stars (The Bling Ring) – Robb Wilson King
  - Cinema Verite – Patti Podesta
  - The Hour – Eve Stewart
  - Too Big to Fail : Débâcle à Wall Street (Too Big to Fail – Bob Shaw

#### Episode of a Half Hour Single-Camera Television Series
- Modern Family – Richard Berg (Épisode: Express Christmas)
  - 30 Rock – Keith Ian Raywood (Épisode: Double-Edged Sword)
  - Californication – Michael Wylie (Épisode: Monkey Business)
  - New Girl – Jefferson D. Sage (Épisode: Pilot)
  - Weeds – Joseph P. Lucky (Épisode: Game-Played)

#### Episode of a Multi-Camera Variety or Unscripted Series
- Saturday Night Live – Keith Ian Raywood, Eugene Lee, Akira Yoshimura et N. Joseph Detullio (Épisode: Host Justin Timberlake, Musical Guest – Lady Gaga)
  - 2 Broke Girls – Glenda Rovello (Épisode: And The Rich Peoples Problems)
  - American Idol – James Yarnell (Épisode: Top 12 Boys Perform)
  - Dancing with the Stars – James Yarnell (Épisode: Round One)
  - How I Met Your Mother – Stephan Olson (Épisode: Ducky Tie)

#### Awards, Music, or Game Shows
- 83e cérémonie des Oscars (83th Annual Academy Awards) – Steve Bass
  - MTV Video Music Awards 2011 – Florian Wieder
  - 63e cérémonie des Primetime Emmy Awards (63th Annual Emmy Awards) – Steve Bass
  - 68e cérémonie des Golden Globes (68th Annual Golden Globes Awards) – Brian Stonestreet
  - It’s Worth What? – John Ivo Gilles

#### Commercial and Music Video
- Activision: Call of Duty - Modern Warfare 3 – Neil Spisak
  - AUDI A8 - The Art of Progress – Marcos Lutyens
  - CHEVY VOLT - Discovery – Jeremy Reed
  - JIM BEAM - Parallels – Christopher Glass
  - VICTORIA’S SECRET - Red – Jeffrey Beecroft

### Spéciales

#### Outstanding Contribution to Cinematic Imagery
- La série des films Harry Potter

#### Lifetime Achievement Award
- Tony Walton[2]

#### Hall of Fame Inductees
- Robert Boyle[3] (1909–2010)
- William S. Darling (1882–1964)
- Alfred Junge (1886–1964)